# أليكس نوتال
أليكس نوتال هو سياسي كندي، ولد في 10 أغسطس 1985 في ليفربول في المملكة المتحدة. حزبياً، نشط في حزب المحافظين الكندي. وقد انتخب عضو مجلس العموم الكندي عن دائرة Barrie—Springwater—Oro-Medonte (federal electoral district) ‏ وقد انضم خلال فترته النيابية ‏ للكتلة البرلمانية حزب المحافظين الكندي.